# Usnea subcapillaris
Usnea subcapillaris är en lavart som först beskrevs av D. J. Galloway, och fick sitt nu gällande namn av F. J. Walker. Usnea subcapillaris ingår i släktet Usnea och familjen Parmeliaceae.   Inga underarter finns listade i Catalogue of Life.